# Coronet (yacht)
Le Coronet, est une goélette à coque en bois construite pour le magnat du pétrole Rufus T. Bush (en) en 1885. C'est l'un des plus anciens et des plus grands navires de ce type au monde, et l'un des derniers grands voiliers existant du XIXe siècle. Après de nombreux propriétaires et des décennies de négligence, il a subi une restauration complète à Newport dans le Rhode Island, par le International Yacht Restoration School à partir de 2010.

## Historique
Le yacht Coronet a été conçu par William Townsend et construit pour Rufus T. Bush par le chantier naval C. & R. Poillon à Brooklyn. Son propriétaire a ensuite lancé un défi de 10 000 $ contre n'importe quel autre yacht pour une course transatlantique. La course océanique entre Coronet et le yacht Dauntless de Caldwell Hart Colt (en) en mars 1887 a rendu Bush et le Coronet victorieux et célèbres (The New York Times a consacré toute sa première page du 28 mars 1887 à l'histoire.

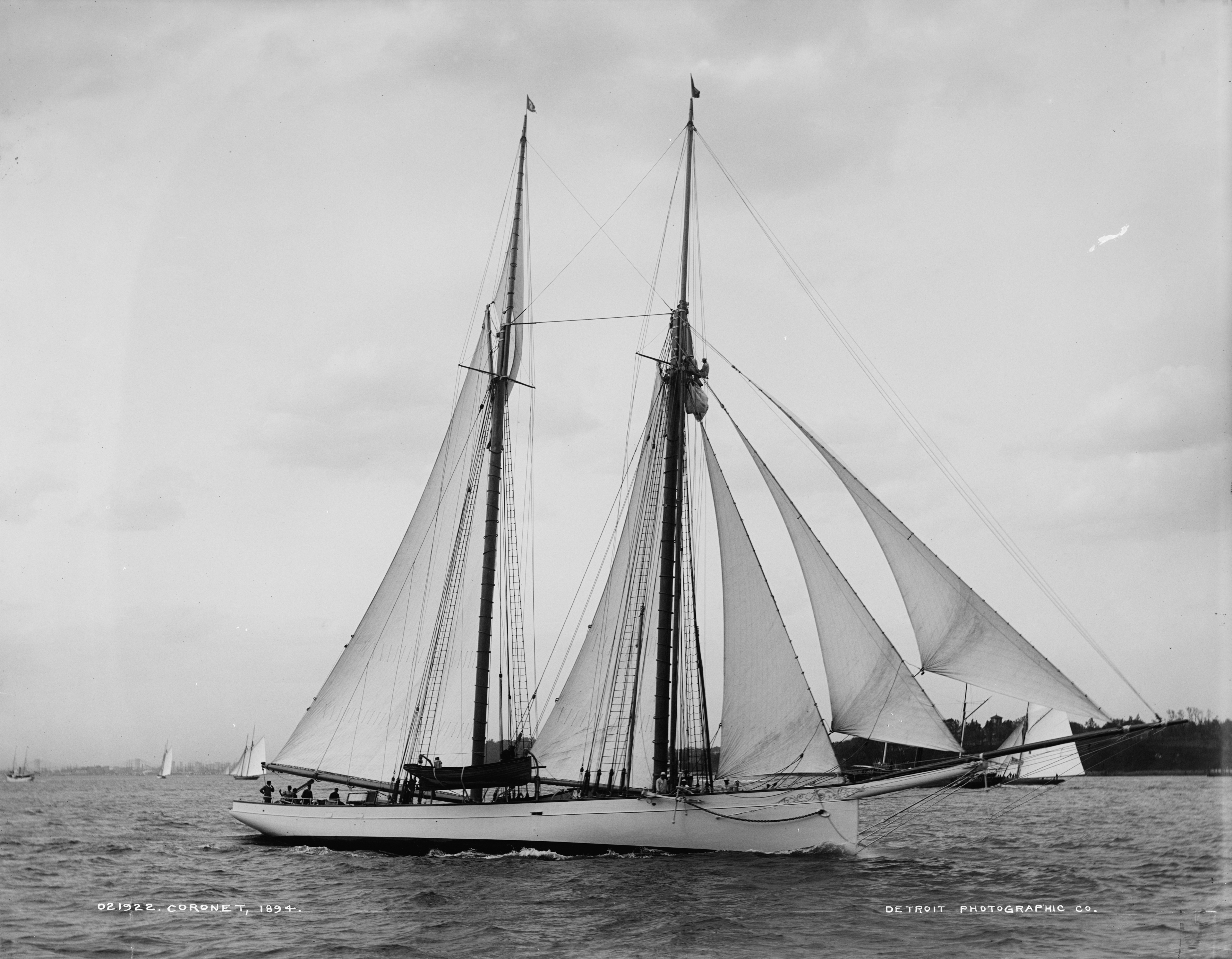
Coronet

Après avoir remporté la course de 3 000 milles et la bourse de 10 000 $, Bush a décidé de vendre Coronet et a inscrit le navire en Angleterre pour 30 000 $. Rufus et son fils Irving T. Bush ont ensuite fait le tour du monde sur Coronet en 1888. Coronet a été le premier yacht enregistré à traverser le cap Horn d'est en ouest. Après avoir traversé l'océan Pacifique et s'être arrêté à Hawaï, Coronet a fait escale en Chine, à Calcutta, à Malte et ailleurs.
Coronet a été vendu avant la mort de Rufus en 1890.Le navire est ensuite passé par six propriétaires différents (Arthur E. Bateman, John D. Wing, Arthur Curtiss James, Fred S. Pearson, John I. Waterbury et Louis Bossert). En 1905 Coronet a fait plusieurs fois le tour du globe et a été utilisé pour une excursion scientifique américano-japonaise lors d'une éclipse.
The Kingdom, une organisation religieuse fondée par Frank Sandford (en), a acheté le navire en 1905 pour 10 000 dollars et l'a emmené dans le monde entier pour des missions de prière, y compris en Palestine. Coronet a entrepris un voyage missionnaire mal planifié en Afrique en 1911, qui a entraîné la mort de six personnes à bord du scorbut. Après le voyage, The Kingdom a gardé le yacht amarré à Portland, dans le Maine ainsi qu'à Gloucester, dans le Massachusetts et l'a possédé jusqu'en 1995.

## Restauration
L'International Yacht Restoration School (ITRS), à Newport, Rhode Island, a acquis le navire en 1995 et a commencé sa restauration. L'IYRS a ajouté Coronet au registre national des lieux historiques le 3 juin 2004. En décembre 2006, l'IYRS a transmis le titre du bateau aux Coronet Restauration Partners à San Francisco pour achever la restauration sur le campus de l'IYRS à Rhode Island, où les travaux de restauration ont commencé en 2010,.

## Galerie
|                      |
| Intérieur du Coronet |

|                     |
| Coursive du Coronet |

|                     |
| Cabine du Coronet i |

|                                 |
| Coronet pendant sa restauration |

|                                            |
| Bâtiment de l'IYRS pendant la restauration |